# Маршал революции
«Ма́ршал револю́ции» — советский историко-биографический двухсерийный художественный телефильм о революционере и военачальнике Михаиле Васильевиче Фрунзе. В фильме отражены события 1920 года: форсирование Сиваша, штурм Перекопа, разгром барона Врангеля и освобождении Крыма от остатков войск Белого движения.
Премьерный показ  состоялся 6 ноября 1978 года по Первой программе ЦТ.

## Краткий сюжет
История, рассказанная в фильме «Маршал революции» — хроника пятидесяти дней  из  жизни  легендарного  полководца  гражданской  войны  Михаила Васильевича Фрунзе — с момента назначения его командующим южным фронтом до того дня, когда телеграф передал долгожданную весть: «Москва, Председателю совета обороны товарищу Ленину. Сегодня нашей конницей занята Керчь. Южный фронт ликвидирован. Фрунзе».К. Маринина
Осень 1920 года, последний этап Гражданской войны в Крыму. Части Красной Армии под командованием Фрунзе должны взять Перекоп и завершить окончательный разгром Русской армии барона Врангеля. Опустилась ночь, сырая и холодная. Мёртвая вода Сиваша поблескивает в свете луны. Спит село на высоком берегу. А у самой воды повозки. Голоса, отрывистые команды, лошадиное ржание, скрип спускающейся по косогору тачанки, звук копыт. Изголодавшиеся солдаты, которые не были дома уже шесть лет. Преданность революции привела их этой холодной осенью сюда, в выжженные солнцем и войной безжизненные степи. 
У небольшого костра, закрытого со всех сторон мешковиной, группа солдат: стоят и сидят они кучно, слушают внимательно, стараясь не пропустить ни единого слова.  Товарищи коммунисты! — говорит Фрунзе. — Сегодня вам дана возможность воспользоваться той единственной привилегией, которую имеет коммунист, — правом первым идти в бой. Перед вами восемь вёрст солёной ледяной грязи, но вы должны доказать — и вы докажите! — что Сиваш не преграда для Красной армии. Вы, три сотни коммунистов, первыми ступите на землю Крыма, за вами пойдут полки и дивизии. Товарищи мои, коммунисты! Вперёд на разгром Врангеля! А потом стремительно взвилась ракета, и в мутном свете появились над водой Сиваша ряды колючей проволоки. Бойцы ринулись в атаку. Вот и проволока. Её рубят топорами, штыками срывают с кольев, забрасывают шинелями. Из темноты прямо в глаза полоснул свет прожекторов, выхватывая пространство перед Турецким валом, затрепетали огоньки пулемётных вспышек. Справа ухнула мёрзлая земля под тысячами копыт. Это красные конники, разворачиваясь в две лавы, охватывают фланги белоказаков.
Перекоп взят. Уставший Фрунзе идёт по коридору полевого штаба Врангеля. Со двора доносятся ликующие крики: «Керчь взята!»  Фрунзе выходит на крыльцо штаба, радостные красноармейцы поздравляют его, обнимают и начинают подбрасывать на руках.  Остановившимся кадром заканчивается фильм. Таким Фрунзе и останется в сердцах зрителей – молодым, уставшим, озарённым счастьем победы.Челябинский рабочий

## В ролях
- Геннадий Егоров — Фрунзе
- Григорий Абрикосов — Каменев
- Юрий Каюров — Ленин
- Юрий Соловьёв — Гусев
- Юрис Плявиньш — Паука
- Вяйно Уйбо — Корк
- Арпад Долмай — Кун
- Виктор Мальчевский — Миронов
- Леонид Бакштаев — Буденный
- Лембит Ульфсак — Уборевич
- Борис Невзоров — Блюхер
- Елена Аминова — комиссар Александра Янышева из политотдела 15-й Сивашской дивизии
- Валерий Малышев — Ворошилов
- Александр Яковлев — Каретников
- Стасис Пятронайтис — Слащёв
- Анатолий Ромашин — Врангель
- Станислав Говорухин — Кутепов
- Георгий Тейх — Кривошеин
- Леонид Яновский — Сиротинский
- Владимир Никитин — Говоров
- Сергей Глазков — порученец
- Лев Перфилов — Нил Платонович, начальник штаба Кутепова

## Съёмочная группа
- Автор сценария: Александр Юровский
- Режиссёр: Сергей Линков
- Оператор: Вячеслав Сёмин
- Композитор: Григорий Фрид

## Художественные особенности
Сценарист и режиссёр избрали современный приём — «экранизацию документа». Архивные материалы, военные приказы, карты — всё это находит кинематографическое решение в действии, показывает не только существо событий, но и свойство личности главного героя — командующего южным фронтом Михаила Васильевича Фрунзе. Этот фильм прочно удерживает внимание зрителей: идёт жестокий поединок двух систем, двух руководителей — коммуниста Фрунзе и белого генерала Врангеля. Мы видим, что судьба военных операций решается не только мастерством и мужеством бойцов и командиров, но и силой ума, знаний маршала революции, его штаба. Перед нами раскрывается интеллектуальная сторона войны.
Одна из лучших сцен у актёра Геннадия Егорова – раздумья Фрунзе накануне штурма Перекопа, когда привычная выдержка оставляет командующего, когда он думает с болью: «Дайте мне винтовку! Я пойду рядовым, я не могу больше нести невыносимый груз жизней и смертей.Комсомольская правда